# Telenassa pullopicta
Telenassa pullopicta är en fjärilsart som beskrevs av Hall 1928. Telenassa pullopicta ingår i släktet Telenassa och familjen praktfjärilar. Inga underarter finns listade i Catalogue of Life.